# Monestier (Puy-de-Dôme)
Monestier – miejscowość i gmina we Francji, w regionie Owernia-Rodan-Alpy, w departamencie Puy-de-Dôme.
Według danych na rok 1990 gminę zamieszkiwało 190 osób, a gęstość zaludnienia wynosiła 11 osób/km² (wśród 1310 gmin Owernii Monestier plasuje się na 659. miejscu pod względem liczby ludności, natomiast pod względem powierzchni na miejscu 548.).